# Pieni-Korppi (ö i Mellersta Finland)
Pieni-Korppi är en ö i Finland. Den ligger i sjön Konnevesi och i kommunen Konnevesi i den ekonomiska regionen  Äänekoski ekonomiska region  och landskapet Mellersta Finland, i den centrala delen av landet, 280 km norr om huvudstaden Helsingfors. Öns area är 1 hektar och dess största längd är 180 meter i öst-västlig riktning.